# 變色龍參珠螺
變色龍參珠螺（学名：Notosinister macmichaelli）为左錐螺科參珠螺屬下的一个种。